# Raphael Zuber
Raphael Zuber (sinh ngày 5 tháng 6 năm 1973 tại Chur) là một kiến trúc sư Thụy Sĩ.

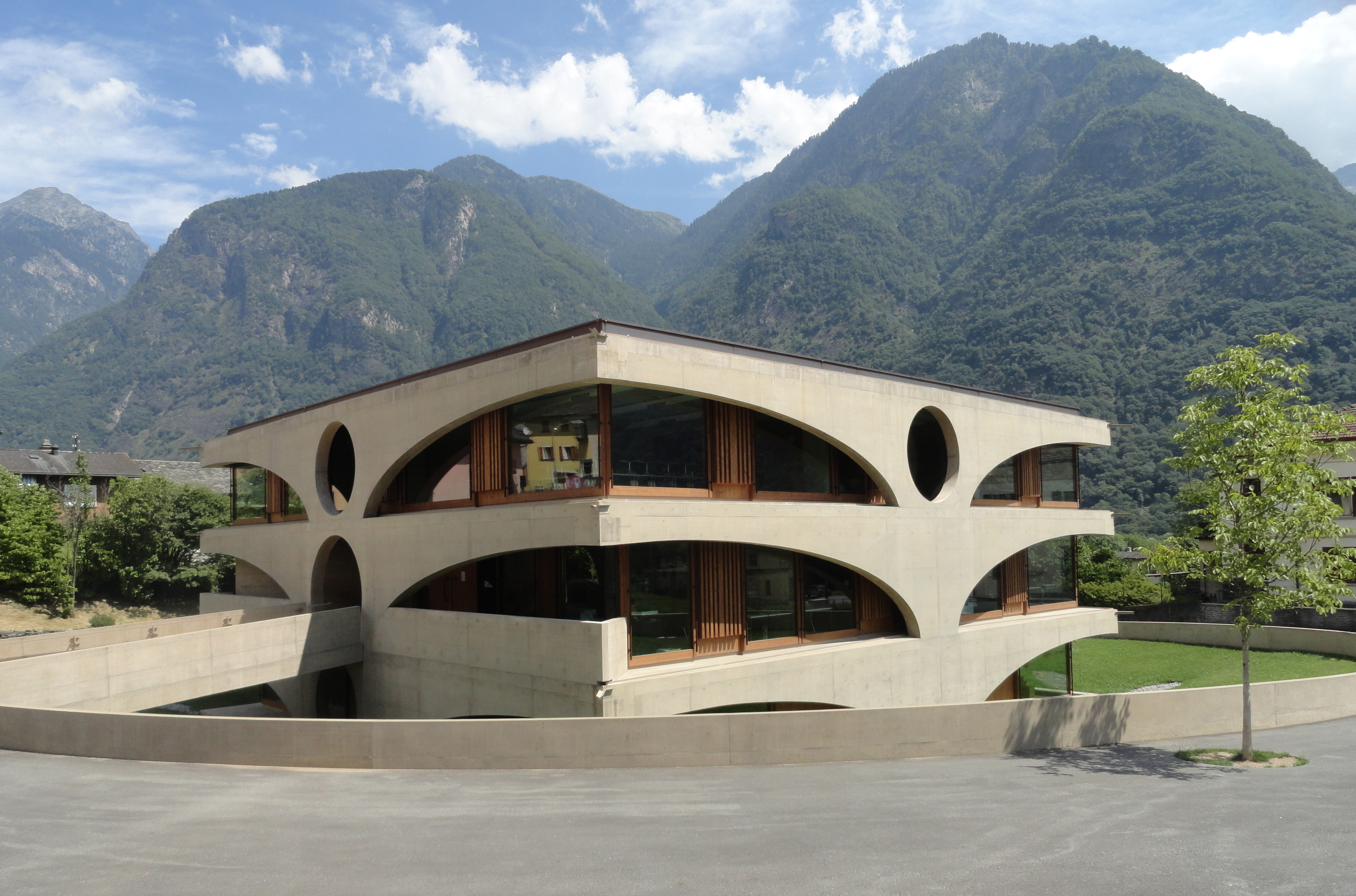
Trường học, Grono

## Tiểu sử
Raphael Zuber theo học tại Viện Công nghệ Liên bang Thụy Sĩ cho đến năm 2001 và thực tập với Valerio Olgiati ở . Sau khi tốt nghiệp, ông thành lập văn phòng kiến trúc ở Chur. Zuber giảng dạy tại Accademia di Architettura di Mendrisio, Trường Kiến trúc và Thiết kế Oslo, EPF Lausanne, ETH Zürich và tại Đại học Cornell, Ithaca. Raphael Zuber đã được Alejandro Aravena mời tham dự Venice Biennale of Architecture vào năm 2016, nơi ông trưng bày 4 dự án mới nhất của mình.

## Công trình tiêu biểu

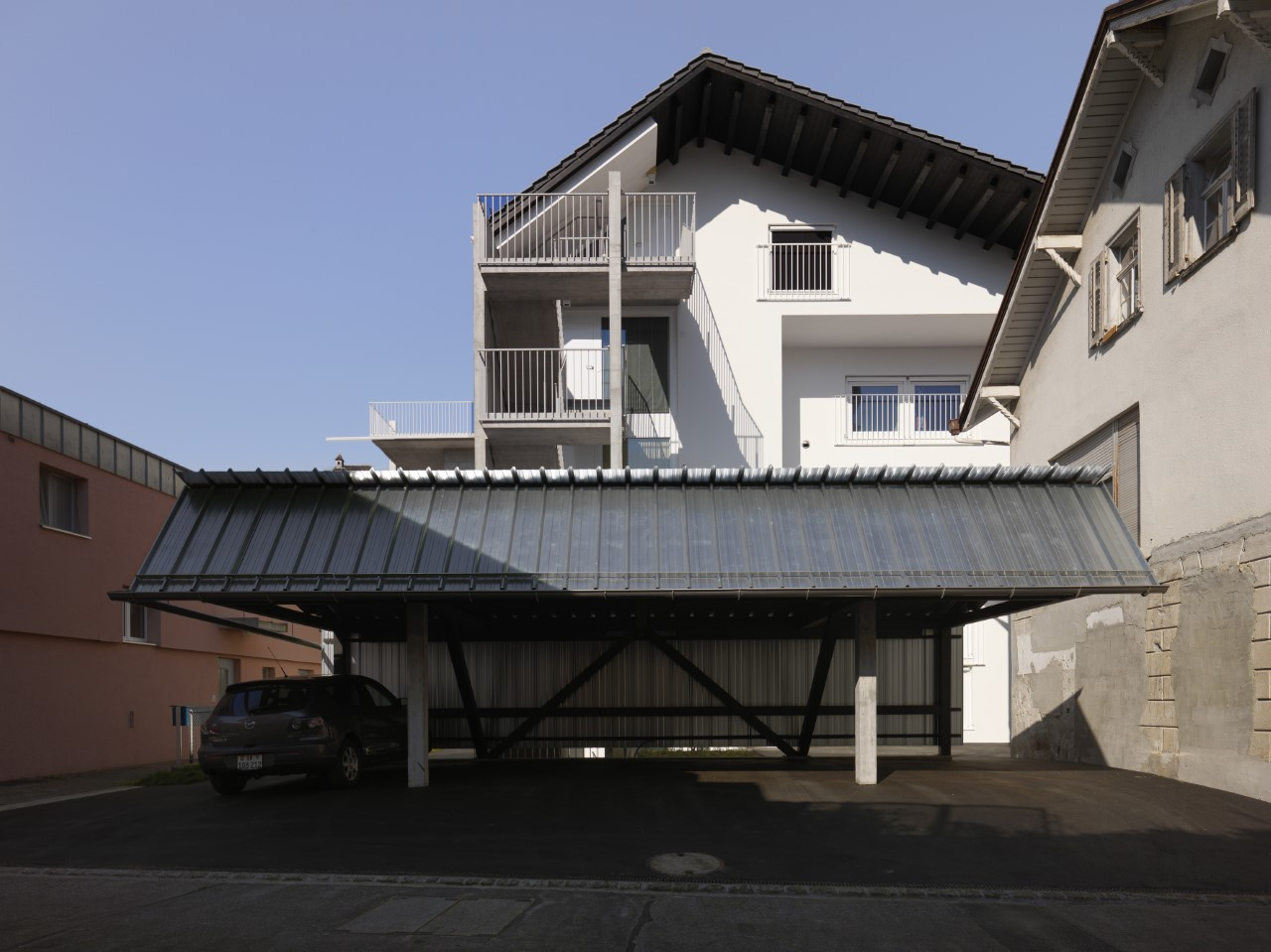
Căn hộ, Domat/Ems

- 2007–2011: trường học, Grono với Conzett Bronzini Gartmann và Maurus Schifferli[8][9]
- 2005–2016: chung cư, Domat/Ems với Patrick Gartmann
- 2015–2016: nhà ngược, Hokkaidō với Trường Kiến trúc và Thiết kế Oslo và Kengo Kuma và Cộng sự[10][11]
- 2018–2024: nhà ở Biển Đen với Laura Cristea
- 2018–2026: bể bơi công cộng, Gossau với Patrick Gartmann và Maurus Schifferli

## Giải thưởng
- 2012: Giải Kiến trúc và Kỹ thuật cho công trình chống động đất cho trường học Grono
- 2013: Auszeichnungen für gute Bauten Graubünden cho trường học Grono
- 2018: Giải thưởng ghi nhận của thành phố Chur